# 낮에도 별은 뜬다
《낮에도 별은 뜬다》는 MBC에서 2001년 5월 18일에 방영된 5.18 광주항쟁 21주기 특집 드라마이다.

## 기획 의도
1980년으로부터 20여 년이 흐른 시점에서 민초들의 가슴 속에 또렷이 남아있는 상흔을 위로하고, 당시 광주 민주화 항쟁의 역사적 재조명을 통해 민주화의 참 뜻과 올바른 정신을 되새겨보자는 것이다. SBS 《모래시계》 등 몇몇 작품에서 광주민중항쟁을 부분적으로 다룬 적은 있지만, 이 드라마는 본격적으로 전면에 내세운 최초의 단막극이라는 것에 큰 의미가 있다.

## 줄거리
갑수는 외사촌형이 경영하는 나이트클럽에서 웨이터로 일하고 있다. 어느 날 외상 값을 받아오라는 명령을 받고 광주로 내려간 그는 택시를 타고 최루탄 냄새가 짙게 배어 있는 전남도청 앞 거리를 지나면서 라디오에서 들려오는 계엄 포고령을 무덤덤하게 듣는다. 그 날이 계엄령이 선포된 5월 17일이다. 외상값을 갚기로 한 박 소장을 만나 술을 마시고, 같이 자리를 했던 술집 종업원 양미와 함께 여관에 들게 된다. 그때 피투성이가 된 채 여관방으로 뛰어든 대학생 태준을 침대 밑에 숨겨주지만 계엄군에 의해 곧 발각되면서 갑수와 양미는 계엄분소로 끌려가 고문기술자 강 상사에게 혹독하게 고문을 당하게 된다.
그 후 훈방조치된 두 사람은 양미 남동생인 은철의 자취방에서 하룻밤을 보내며 많은 얘기를 나누며 더욱 가까워진다. 다음 날 계엄군에 의해 처참하게 죽은 은철의 시체를 발견하고, 분노를 느낀 갑수는 은철의 시신을 리어카에 싣고 군중들과 함께 도청으로 향한다. 그 모습이 외신기자의 카메라에 담기게 되고 또다시 강상사와 만나게 된다. 이를 빌미로 ‘국가전복을 위한 반국가 사범’이라는 죄목을 뒤집어쓰고 교도소에서 오랜 세월을 보내게 된다. 출소한 갑수는 그에게 커다란 상처를 안겨 주었던 강상사가 신도시에서 통닭 집을 한다는 소식을 듣고 그를 찾아가 강상사를 찾아가고 과거는 잊었다는 듯 평범한 생활을 하는 그를 보게 된다. 갑수는 친구와 가족들에게 연락을 한 뒤 강상사를 칼로 찔러 살해한다.

## 등장 인물

### 주요 인물
- 감우성 : 정갑수 역 - 나이트클럽 영업 사원
- 김여진 : 영미 역 - 룸살롱 종업원에서 동생의 죽음으로 인해 민주 투사로 변신
- 명계남 : 강 상사 역 - 계엄군 수사관. 고문기술자
- 김하균 : 박 소장 역

### 그 외 인물
- 미상 : 은철 역 - 양미의 동생
- 미상 : 태준 역 - 계엄군에 쫓기는 대학생